# 杉山清貴
杉山 清貴（すぎやま きよたか、1959年7月17日 - ）は、日本のシンガーソングライター。神奈川県横浜市磯子区出身。身長167cm、血液型はAB型。
横浜市立岡村中学校、横須賀学院高等学校卒業。
サングラスがトレンドマークで、掛けた理由として「目の下のクマを隠すため」と語っている。

## 略歴
- 1980年 - 杉山清貴&オメガトライブの前身となる「きゅうてぃぱんちょす」[注釈 2]として第19回ポピュラーソングコンテストに「GOSPELの夜」を披露し入賞を獲得した[11]。ポプコン入賞後、メジャーデビューのオファーを受けながらもオリジナル楽曲の完成度に納得できず、誘いを断りデビューへの道を模索していたが、当時トライアングル・プロダクションの社長だった藤田浩一はポプコン入賞以降、同バンドに注目しており、「やってみないか」と声をかけたことで、メジャー・デビューのきっかけを作った[12]。
- 1983年 - 藤田から「楽曲はレコード会社が用意する」「レコーディングは超一流のミュージシャンにしてもらう」「バンドだけど自分たちの演奏がレコードになるわけではない。その代わり、売れればライブツアー等もできるようになる」というデビューの条件を提示した[13]。これを受け、バンド名を「杉山清貴&オメガトライブ」と変更。同年4月、VAPからシングル『SUMMER SUSPICION』でメジャー・デビューした[14][注釈 3]。以降、『君のハートはマリンブルー』（1984年）、『ふたりの夏物語 -NEVER ENDING SUMMER-』（1985年）、『サイレンスがいっぱい』（1985年）などヒット曲を発表した。
- 1985年末 - シングル『ガラスのPALM TREE』、アルバム『FIRST FINALE』を最後に杉山清貴&オメガトライブ解散。
- 1986年5月 - 『さよならのオーシャン』でソロ歌手としてデビューし、20万枚のヒットとなる。
- 1987年 - 『水の中のAnswer』がソロとして初めてオリコンチャート1位を獲得した[7]。
- 1990年 - ワーナー・パイオニアへレコード会社を移籍[注釈 4]。
- 2000年 - VAPへ再移籍する。
- 2013年 - デビュー30周年、キングレコードへ移籍。
- 2016年 - ソロ・デビュー30周年、キングレコードから『OCEAN』が発売[15]。
- 2019年 - ももいろ歌合戦（BS日テレ・ニッポン放送・AbemaTVなど）へ初出場。
- 2020年12月 - ファンクラブをリニューアル。コミュニティ型ファンクラブ「Fanicon（ファニコン）」上に公式ファンクラブ「Island afternoon online」を開設[16]。
- 2020年12月27日 - 20年以上実施している野外ライブのスペシャル版「SUGIYAMA，KIYOTAKA High ＆ High 2020 Special Edition in Winter」を東京国際フォーラム ホールCにて開催。2016年以来となるフルバンドでのライブの模様をWOWOWにて生中継した。

## 人物

### 子供時代
警察官の父と、自宅で日本舞踊と常磐津の師匠をする母のもとで育った。小学校入学頃まで母から三味線を教わっていたが、指導が厳しかったため嫌々習っていたという。当時はちょっとした漫画を描くことが好きで、将来の夢は漫画家になることだった。
小学4年生の頃、同級生の漫画友達が描いた4人の外国人（ビートルズ）の似顔絵を見て、世界的人気ロックバンドの存在を知った。直後に彼の兄が貸してくれたビートルズのアルバムを聞いて衝撃を受け、興味の対象が漫画からビートルズの音楽に一気に変わった。以後小遣いは全部ビートルズに注ぎ込み、彼らのレコードや訳詞集も買って読み込む内に自らも作詞をやり始めた。その後ギターを買うと作曲にも興味が湧き、井上陽水や吉田拓郎などの日本のフォーク音楽の影響も受け、特に佐渡山豊がうちなーぐち(沖縄語)で唄った「ドゥチュイムニィ」に刺激と多大なる影響を受ける。中学生の頃に初めてとなるオリジナル曲『ことほどさように』を作った。

### 10代から始めたバンド活動
中学2年生でビートルズのコピーバンド『バンパイヤ』を結成し、ギター兼ヴォーカルを担当。高校2年生になった頃、名簿順に着席すると、前に座る椎野恭一から「うちのバンドのLAMB（ラム）で歌わない？」と声をかけられた。LAMBのヴォーカリストとして椎野たちと活動を始め、地元のライブハウスに出演し始める。高校を卒業する頃には杉山の澄んだ伸びやかなヴォーカルは、地元アマチュアミュージシャンの間で有名となった。
遡って高校3年生で進路を考える際、大学に興味はなかったが進学を勧める母を心配させないよう、「美大を受ける」と言って放課後に関内のYMCAで木炭デッサンなどをやり始めた。しかしほどなくして、YMCAの眼の前にあったライブハウスに入り浸るようになったことで、音楽を続けたい気持ちが芽生えた。その様子に気づいた父から、「進路はお前の好きにやってみたらいい。ただし家を出て自力で生活しろ」との助言を受けて進路を変更し、高校在学中にライブハウスでバイトしながらアパートで一人暮らしを始めた。

### 漫画・アニメ
前述の通り、漫画やアニメが好きで、幼少期の初恋は『レインボー戦隊ロビン』のリリで、次に好きになったのは『ドロロンえん魔くん』の雪子姫だと語っている。当時『湘南爆走族』の大ファンを公言しており、「湘爆の音楽を作りたい」と言い続けていたところ、1988年にOVA『湘南爆走族4ハリケーンライダーズ』の主題歌である『BOYS OF ETERNITY - 永遠の少年達 -』を発表することになった。2024年現在は、漫画に関しては老眼の影響であまり読まなくなったものの、アニメは鑑賞しており、特に『葬送のフリーレン』を視聴していると語っている。

## エピソード
- 少年時代に強くビートルズに影響を受けた。小学4年生の時、ラジオでビートルズの『イエスタデイ』を聴き、ロックに目覚め、中学入学までにビートルズのレコードを全て買い揃えていた。そのビートルズの中でも、ジョージ・ハリスンに憧れていた[注 5]。そして、ジョージの持つフェンダー・ストラトキャスターが欲しくてたまらなかったが、中学時代に最初に買ったギターはフォーク・ギターだった。洋楽に傾倒する一方で日本のフォークロックにも強く興味を示しており、吉田拓郎や井上陽水を本気で聴いていた。
- 高校時代にはアメリカンロックに夢中になり、サンタナのコピーバンド（先述のバンドLAMBのことか、別バンドかは不明）に所属していた[10]。
- 成人後、R&Bやブルースに傾倒し、オーティス・レディングのように歌いたいと思ったが「自分の声はキレイ過ぎる」と、酒を浴びるほど飲んでタバコを吸って声を潰そうとするが、すぐに元の声に戻ってしまう。こんなことを繰り返し、どんどん喉は強くなっていったと語る[10]。
- 1990年代からハワイを第二の拠点とし、日本とハワイを往き来する生活だったが[18]、2006年に引き払ったあと、2024年現在は鎌倉に居住している[17]。

## ディスコグラフィ

### シングル

#### フィジカルシングル
|                                         | 発売日         | タイトル                             | c/w                                                      | 順位         | 規格         | 規格品番     |
| VAP / embark                            | VAP / embark   | VAP / embark                         | VAP / embark                                             | VAP / embark | VAP / embark | VAP / embark |
| --------------------------------------- | -------------- | ------------------------------------ | -------------------------------------------------------- | ------------ | ------------ | ------------ |
| 1st                                     | 1986年5月28日  | さよならのオーシャン                 | shadow                                                   | 4位          | EP           | 10233-07     |
| 1st                                     | 1988年2月21日  | さよならのオーシャン                 | shadow                                                   | 4位          | 8cmCD        | 20013-10     |
| 2nd                                     | 1986年11月6日  | 最後のHoly Night                     | 奪われた倦怠                                             | 2位          | EP           | 10255-07     |
| 2nd                                     | 1988年2月21日  | 最後のHoly Night                     | 奪われた倦怠                                             | 2位          | 8cmCD        | 20014-10     |
| 3rd                                     | 1987年5月27日  | 水の中のAnswer                       | IN THE VISION                                            | 1位          | EP           | 10267-07     |
| 3rd                                     | 1988年2月21日  | 水の中のAnswer                       | IN THE VISION                                            | 1位          | 8cmCD        | 20015-10     |
| 4th                                     | 1987年8月26日  | SHADE〜夏の翳り〜                    | 水の中のAnswer (ロングバージョン) ANGEL EYES             | 1位          | 12'Single    | 10233-07     |
| 4th                                     | 1987年8月26日  | SHADE〜夏の翳り〜                    | 水の中のAnswer (ロングバージョン) ANGEL EYES             | 1位          | Maxi Single  | 82001-16     |
| 5th                                     | 1988年1月13日  | 風のLONELY WAY                       | 無言のDIALOGUE                                           | 1位          | EP           | 10286-07     |
| 5th                                     | 1988年1月13日  | 風のLONELY WAY                       | 無言のDIALOGUE                                           | 1位          | 8cmCD        | 20016-10     |
| 6th                                     | 1988年4月21日  | 僕の腕の中で                         | あの空も。この海も。                                     | 2位          | EP           | 10301-07     |
| 6th                                     | 1988年4月21日  | 僕の腕の中で                         | あの空も。この海も。                                     | 2位          | 8cmCD        | 20301-10     |
| 7th                                     | 1988年7月6日   | 渚のすべて/BOYS OF ETERNITY          |                                                          | 3位          | EP           | 10301-07     |
| 7th                                     | 1988年7月6日   | 渚のすべて/BOYS OF ETERNITY          | 8cmCD                                                    | 3位          | 20301-10     |              |
| 8th                                     | 1989年5月17日  | プリズム・レインに包まれて           | MY GIRL                                                  | 12位         | EP           | 20345        |
| 8th                                     | 1989年5月17日  | プリズム・レインに包まれて           | MY GIRL                                                  | 12位         | 8cmCD        | 40345        |
| 9th                                     | 1989年10月21日 | 君がここにいてほしい                 | INSIDE COLORS                                            | 12位         | EP           | 20360        |
| 9th                                     | 1989年10月21日 | 君がここにいてほしい                 | INSIDE COLORS                                            | 12位         | 8cmCD        | 40360        |
| ワーナー・パイオニア / embark           |                |                                      |                                                          |              |              |              |
| 10th                                    | 1990年5月16日  | いつも君を想ってる                   | YOKOHAMA SUNDOWN                                         | 10位         | 8cmCD        | WPDL-4159    |
| 11th                                    | 1991年5月15日  | 青空が目にしみる                     | ハッピー・エンドSINGLES                                  | 26位         | 8cmCD        | WPDL-4223    |
| ワーナーミュージック・ジャパン / embark |                |                                      |                                                          |              |              |              |
| 12th                                    | 1991年10月10日 | 風の一秒                             | Nov.Storm〜今年最後に来るハリケーン〜                    | 19位         | 8cmCD        | WPDL-4257    |
| 13th                                    | 1992年3月10日  | LOVE IS YOU                          | かわるさ                                                 | 19位         | 8cmCD        | WPDL-4284    |
| 14th                                    | 1992年8月25日  | 夏服 最後の日                        | 花と虹と星の街                                           | 28位         | 8cmCD        | WPDL-4309    |
| 15th                                    | 1993年3月25日  | LIVIN' IN A PARADISE                 | TRADE WIND                                               | 29位         | 8cmCD        | WPDL-4338    |
| ダブリューイーエー・ジャパン            |                |                                      |                                                          |              |              |              |
| 16th                                    | 1994年7月25日  | 僕のシャツを着てなさい               | FALLING (Full Version)                                   | 89位         | 8cmCD        | WPD6-9009    |
| 17th                                    | 1995年6月25日  | 永遠の夏に抱かれて                   | COMING TO OASIS                                          | 88位         | 8cmCD        | WPD6-9020    |
| 18th                                    | 1996年4月25日  | 太陽は知っている                     | Somebody Loves You                                       |              | 8cmCD        | WPD6-9078    |
| 19th                                    | 1996年11月10日 | 最後のHoly Night〜version'96〜       | LAST HOLY NIGHT〜最後のHoly Night version'96 Type II〜   |              | 8cmCD        | WPD6-9106    |
| 20th                                    | 1997年6月25日  | September Song                       | 心のHoliday                                              |              | 8cmCD        | WPD6-9129    |
| 21st                                    | 1998年6月25日  | Loving                               | if                                                       | 95位         | 8cmCD        | WPD6-9177    |
| 22nd                                    | 1998年10月25日 | 終わらないレース                     | 終わらないレース (instrumental)                          | 94位         | 8cmCD        | WPD7-9178    |
| VAP                                     |                |                                      |                                                          |              |              |              |
| 23rd                                    | 2001年7月4日   | EXiT                                 | 時は戻らなくても〜Lost day〜 ALONE AGAIN〜2001 VERSION〜 | 67位         | Maxi Single  | VPCC-82152   |
| 24th                                    | 2002年11月21日 | Wishing Your Love                    | Summer Dimension JOANNA〜2002Version〜                   | 95位         | Maxi Single  | VPCC-82168   |
| 25th                                    | 2005年7月21日  | 波                                   | 風のLONELY WAY〜2005〜                                   | 75位         | Maxi Single  | VPCC-82198   |
| 26th                                    | 2005年11月23日 | THANK YOU FOR CHRISTMAS/THIS IS LIFE |                                                          | 76位         | Maxi Single  | VPCC-82203   |
| 27th                                    | 2006年6月21日  | Gift/HOME TOWN TRAIN                 |                                                          | 84位         | Maxi Single  | VPCC-82213   |
| 28th                                    | 2009年7月1日   | Glory Love                           | 涙の理由                                                 | 56位         | Maxi Single  | VPCC-82273   |
| キングレコード                          |                |                                      |                                                          |              |              |              |
| 29th                                    | 2013年1月23日  | 夢を見たのさ                         | 果てしない空の向こう                                     | 84位         | Maxi Single  | KICM-1434    |

#### 配信シングル
|                | 発売日         | タイトル       |
| キングレコード | キングレコード | キングレコード |
| -------------- | -------------- | -------------- |
| 1st            | 2020年5月13日  | Hand made      |

#### デュエット・シングル
| 名義                | 発売日       | タイトル    | c/w                                                                       | 順位       | 規格  | 規格品番  | 発売元                       |
| ------------------- | ------------ | ----------- | ------------------------------------------------------------------------- | ---------- | ----- | --------- | ---------------------------- |
| 杉山清貴 & 大橋純子 | 1997年9月1日 | LOVERS LUCK | LOVERS LUCK (English Version) Horizon dream (symbiosis)（杉山清貴のソロ） |            | 8cmCD | WPD6-9152 | ダブリューイーエー・ジャパン |
| 杉山清貴 & 大橋純子 | 1997年9月1日 | LOVERS LUCK | LOVERS LUCK (English Version) ウィークエンドはブルー（大橋純子のソロ）    | VPDC-20727 | 8cmCD | VAP       |                              |

### アルバム

#### オリジナル・アルバム
|                                         | 発売日         | タイトル                                | 順位         | 規格                     | 規格品番                                      |              |
| VAP / embark                            | VAP / embark   | VAP / embark                            | VAP / embark | VAP / embark             | VAP / embark                                  | VAP / embark |
| --------------------------------------- | -------------- | --------------------------------------- | ------------ | ------------------------ | --------------------------------------------- | ------------ |
| 1st                                     | 1986年7月2日   | beyond...                               | 1位          | LP                       | 30188-28                                      |              |
| 1st                                     | 1986年7月2日   | beyond...                               | 1位          | CD                       | 80027-32                                      |              |
| 1st                                     | 1995年7月1日   | beyond...                               | 1位          | CD                       | VPCC-84501                                    |              |
| 2nd                                     | 1987年3月21日  | realtime to paradise                    | 1位          | LP                       | 30206-28                                      |              |
| 2nd                                     | 1987年3月21日  | realtime to paradise                    | 1位          | CD                       | 80050-32                                      |              |
| 2nd                                     | 1995年7月1日   | realtime to paradise                    | 1位          | CD                       | VPCC-84502                                    |              |
| 3rd                                     | 1987年12月19日 | kona weather                            | 2位          | LP                       | 30228-28                                      |              |
| 3rd                                     | 1987年12月19日 | kona weather                            | 2位          | CD                       | 80061-32                                      |              |
| 3rd                                     | 1995年7月1日   | kona weather                            | 2位          | CD                       | VPCC-84503                                    |              |
| 4th                                     | 1989年5月17日  | here & there                            | 2位          | LP                       | 30345                                         |              |
| 4th                                     | 1989年5月17日  | here & there                            | 2位          | CD                       | 19851                                         |              |
| 4th                                     | 1991年3月25日  | here & there                            | 2位          | CD                       | WPCL-246（ワーナー・パイオニア）              |              |
| 4th                                     | 2016年5月25日  | here & there                            | 2位          | CD                       | WPCL-123688（ワーナーミュージック・ジャパン） |              |
| ワーナー・パイオニア / embark           |                |                                         |              |                          |                                               |              |
| 5th                                     | 1990年5月30日  | SPRINKLE                                | 1位          | CD                       | WPCL-171                                      |              |
| 5th                                     | 1992年11月10日 | SPRINKLE                                | 1位          | CD                       | WPCL-692                                      |              |
| 5th                                     | 2016年5月25日  | SPRINKLE                                | 1位          | CD                       | WPCL-12370                                    |              |
| 6th                                     | 1991年6月12日  | moonset(優しくなれるまで)               | 4位          | CD                       | WPCL-260                                      |              |
| 6th                                     | 2016年5月25日  | moonset(優しくなれるまで)               | 4位          | CD                       | WPCL-12371                                    |              |
| ワーナーミュージック・ジャパン / embark |                |                                         |              |                          |                                               |              |
| 7th                                     | 1992年9月25日  | 彼方からの風                            | 19位         | CD                       | WPCL-674                                      |              |
| 7th                                     | 2016年5月25日  | 彼方からの風                            | 19位         | CD                       | WPCL-12374                                    |              |
| ダブリューイーエー・ジャパン            |                |                                         |              |                          |                                               |              |
| 8th                                     | 1994年7月25日  | ADD WATER                               | 14位         | CD                       | WPC6-8045                                     |              |
| 8th                                     | 2016年5月25日  | ADD WATER                               | 14位         | CD                       | WPCL-12376                                    |              |
| 9th                                     | 1995年9月25日  | RHYTHM FROM THE OCEAN                   | 29位         | CD                       | WPC6-8136                                     |              |
| 9th                                     | 2016年5月25日  | RHYTHM FROM THE OCEAN                   | 29位         | CD                       | WPCL-12377                                    |              |
| 10th                                    | 1996年7月10日  | RAINBOW SHAVE ICE                       | 30位         | CD                       | WPC6-8218                                     |              |
| 10th                                    | 2016年5月25日  | RAINBOW SHAVE ICE                       | 30位         | CD                       | WPCL-12378                                    |              |
| 11th                                    | 1997年10月25日 | HARVEST STORY                           | 91位         | CD                       | WPC6-8374                                     |              |
| 11th                                    | 2016年5月25日  | HARVEST STORY                           | 91位         | CD                       | WPCL-12380                                    |              |
| VAP                                     |                |                                         |              |                          |                                               |              |
| 12th                                    | 2000年7月21日  | OCEAN SIDE COMPANY                      | 40位         | CD                       | VPCC-81340                                    |              |
| 13th                                    | 2001年7月21日  | ZAMPA                                   | 67位         | CD                       | VPCC-81377                                    |              |
| 14th                                    | 2001年11月21日 | Heaven's Shore                          | 96位         | CD                       | VPCC-81404                                    |              |
| 15th                                    | 2002年7月24日  | Aloe Vera 99%                           | 80位         | CD                       | VPCC-81435                                    |              |
| 16th                                    | 2003年4月23日  | Hula moon sessions                      | 44位         | CD                       | VPCC-81458                                    |              |
| 17th                                    | 2003年12月3日  | 島からの手紙、海からの返事。            | 76位         | CD                       | VPCC-81472                                    |              |
| 18th                                    | 2004年8月4日   | bay area kids                           | 78位         | CD                       | VPCC-81488                                    |              |
| 19th                                    | 2006年7月26日  | The Sunshine Band                       | 63位         | CD                       | VPCC-80611                                    |              |
| 20th                                    | 2007年12月19日 | Style                                   | 112位        | CD+DVD                   | VPCC-80625                                    |              |
| 21st                                    | 2009年7月17日  | Veteran                                 | 49位         | CD                       | VPCC-81637                                    |              |
| 22nd                                    | 2010年2月10日  | Island afternoon II Pacific Rim         | 49位         | CD                       | VPCC-81655                                    |              |
| キングレコード                          |                |                                         |              |                          |                                               |              |
| 23rd                                    | 2014年6月25日  | Island afternoon III DA KINE OF DA BUDS | 60位         | CD+DVD [初回限定盤]      | KICS-93068                                    |              |
| 23rd                                    | 2014年6月25日  | Island afternoon III DA KINE OF DA BUDS | 60位         | CD                       | KICS-3068                                     |              |
| 24th                                    | 2016年7月6日   | OCEAN                                   | 34位         | 2CD+DVD [初回限定盤]     | KICS-93387/8                                  |              |
| 24th                                    | 2016年7月6日   | OCEAN                                   | 34位         | 2CD                      | KICS-3387/8                                   |              |
| 25th                                    | 2017年7月19日  | Driving Music                           | 24位         | CD+DVD [初回限定盤]      | KICS-93501                                    |              |
| 25th                                    | 2017年7月19日  | Driving Music                           | 24位         | CD                       | KICS-3501                                     |              |
| 26th                                    | 2018年5月16日  | MY SONG MY SOUL                         | 21位         | CD+DVD [初回限定盤]      | KICS-93698                                    |              |
| 26th                                    | 2018年5月16日  | MY SONG MY SOUL                         | 21位         | CD                       | KICS-3698                                     |              |
| 27th                                    | 2020年5月13日  | Rainbow Planet                          | 10位         | CD+DVD [初回限定盤]      | KICS-93897                                    |              |
| 27th                                    | 2020年5月13日  | Rainbow Planet                          | 10位         | CD                       | KICS-3897                                     |              |
| 28th                                    | 2023年5月10日  | FREEDOM                                 | 11位         | CD＋Blu-ray [初回限定盤] | KIZC-90716/7                                  |              |
| 28th                                    | 2023年5月10日  | FREEDOM                                 | 11位         | CD＋Blu-ray [通常盤]     | KIZC-718/9                                    |              |

#### コンピレーション・アルバム
|                                         | 発売日        | タイトル                                      | 順位         | 規格         | 規格品番     |
| VAP / embark                            | VAP / embark  | VAP / embark                                  | VAP / embark | VAP / embark | VAP / embark |
| --------------------------------------- | ------------- | --------------------------------------------- | ------------ | ------------ | ------------ |
| 1st                                     | 1988年7月27日 | time is a good time                           | 2位          | CD           | 80308-32     |
| ワーナーミュージック・ジャパン / embark |               |                                               |              |              |              |
| 2nd                                     | 1993年6月25日 | paradise〜夏の恋を続けよう〜                  | 19位         | CD           | WPCL-766     |
| 2nd                                     | 2016年5月25日 | paradise〜夏の恋を続けよう〜                  | 19位         | CD           | WPCL-12375   |
| VAP                                     |               |                                               |              |              |              |
| 3rd                                     | 1998年6月21日 | KIYOTAKA SUGIYAMA CORE BEST TRACKS            |              | CD           | VPCC-84137   |
| 4th                                     | 2010年7月23日 | Sugiyama Kiyotaka SPECIAL EDITION Surf Days   |              | CD           | VPCC-84165   |
| 5th                                     | 2010年7月23日 | Sugiyama Kiyotaka SPECIAL EDITION City Lights | VPCC-84166   | CD           |              |

#### ミニ・アルバム
|                                         | 発売日        | タイトル             | 順位         | 規格         | 規格品番                                     |
| VAP / embark                            | VAP / embark  | VAP / embark         | VAP / embark | VAP / embark | VAP / embark                                 |
| --------------------------------------- | ------------- | -------------------- | ------------ | ------------ | -------------------------------------------- |
| 1st                                     | 1989年11月8日 | Listen to my Heart   | 5位          | CD           | 80365                                        |
| 1st                                     | 1991年3月25日 | Listen to my Heart   | 5位          | CD           | WPCL-245（ワーナー・パイオニア）             |
| 1st                                     | 2016年5月25日 | Listen to my Heart   | 5位          | CD           | WPCL-12369（ワーナーミュージック・ジャパン） |
| ワーナーミュージック・ジャパン / embark |               |                      |              |              |                                              |
| 2nd                                     | 1992年6月10日 | Island afternoon     | 7位          | CD           | WPCL-659                                     |
| 2nd                                     | 2016年5月25日 | Island afternoon     | 7位          | CD           | WPCL-12373                                   |
| ダブリューイーエー・ジャパン            |               |                      |              |              |                                              |
| 3rd                                     | 1997年6月25日 | Honolulu City Lights | 81位         | CD           | WPC6-8349                                    |
| 3rd                                     | 2016年5月25日 | Honolulu City Lights | 81位         | CD           | WPCL-12379                                   |

#### ベスト・アルバム
| 発売日                                  | タイトル                                                       | 順位       | 規格         | 規格品番      |     |
| VAP                                     | VAP                                                            | VAP        | VAP          | VAP           | VAP |
| --------------------------------------- | -------------------------------------------------------------- | ---------- | ------------ | ------------- | --- |
| 1990年6月21日                           | summer selections                                              | 8位        | CD           | VPCC-80393    |     |
| 1990年9月21日                           | The BALLADS with Love                                          | 9位        | CD           | VPCC-80400    |     |
| 1992年6月21日                           | Best Selection                                                 | 71位       | CD           | VPCC-83115    |     |
| 1993年7月1日                            | THE BEST                                                       |            | CD           | VPCC-84101    |     |
| 1995年6月1日                            | Cruise to You                                                  |            | CD           | VPCC-84114    |     |
| 2005年8月24日                           | KT'S BEST -NATSU NO HI NO MELODY-                              | 65位       | CD           | VPCC-84152    |     |
| 2005年8月24日                           | KT'S BEST -FUYU NO HI NO MELODY-                               |            | CD           | VPCC-84153    |     |
| 2008年7月25日                           | 25 SUMMERS〜1983-2008                                          | 75位       | CD           | VPCC-84159    |     |
| 2012年7月17日                           | KIYOTAKA SUGIYAMA meets TETSUJI HAYASHI The Collaboration Best | 216位      | CD           | VPCC-84185    |     |
| 2022年6月29日                           | 35(+3) SUMMERS Sugiyama, Kiyotaka Single Collection            | 36位       | Blu-spec CD2 | VPCC-86402    |     |
| ワーナーミュージック・ジャパン / embark |                                                                |            |              |               |     |
| 1991年11月18日                          | greatest hits.                                                 | 8位        | CD           | WPCL-559      |     |
| 2016年5月25日                           | greatest hits.                                                 | 8位        | CD           | WPCL-12372    |     |
| 2005年6月22日                           | 究極のベスト! 杉山清貴                                         |            | CD           | WPCL-70504    |     |
| 2009年6月24日                           | プレミアム・ベスト 杉山清貴                                    |            | CD           | WPCL-10704    |     |
| ダブリューイーエー・ジャパン            |                                                                |            |              |               |     |
| 1998年11月26日                          | 15 SUMMERS SUGIYAMA,KIYOTAKA GREATEST HITS Vol.II              |            | CD           | WPC7-8523     |     |
| 2016年5月25日                           | 15 SUMMERS SUGIYAMA,KIYOTAKA GREATEST HITS Vol.II              | WPCL-12381 | CD           |               |     |
| キングレコード                          |                                                                |            |              |               |     |
| 2023年5月10日                           | オールタイムベスト                                             | 13位       | CD           | KICS-4099/101 |     |

#### カバー・アルバム
|     | 発売日        | タイトル                                       | 順位 | 規格 | 規格品番   |
| VAP | VAP           | VAP                                            | VAP  | VAP  | VAP        |
| --- | ------------- | ---------------------------------------------- | ---- | ---- | ---------- |
| 1st | 2007年7月25日 | Favorite Eternal Numbers 〜Desperado〜         | 82位 | CD   | VPCC-81569 |
| 2nd | 2008年11月5日 | Favorite Eternal Numbers II 〜明日に架ける橋〜 | 73位 | CD   | VPCC-81611 |

#### セルフカバー・アルバム
|                | 発売日         | タイトル       | 順位           | 規格           | 規格品番       |
| キングレコード | キングレコード | キングレコード | キングレコード | キングレコード | キングレコード |
| -------------- | -------------- | -------------- | -------------- | -------------- | -------------- |
| 1st            | 2013年4月17日  | I AM ME        | 25位           | CD             | KICS-1892/3    |

#### 企画アルバム
| 発売日       | タイトル                                         | 順位 | 規格 | 規格品番   |     |
| VAP          | VAP                                              | VAP  | VAP  | VAP        | VAP |
| ------------ | ------------------------------------------------ | ---- | ---- | ---------- | --- |
| 2011年4月6日 | KIYOTAKA SUGIYAMA MEETS TETSUJI HAYASHI REUNITED | 54位 | CD   | VPCC-80650 |     |

#### ライブ・アルバム
|                                         | 発売日         | タイトル                                                                  | 順位         | 規格         | 規格品番                           |
| VAP / embark                            | VAP / embark   | VAP / embark                                                              | VAP / embark | VAP / embark | VAP / embark                       |
| --------------------------------------- | -------------- | ------------------------------------------------------------------------- | ------------ | ------------ | ---------------------------------- |
| 1st                                     | 1988年10月21日 | the warm front, long sight                                                | 5位          | LP           | 30311/3-48                         |
| 1st                                     | 1988年10月21日 | the warm front, long sight                                                | 5位          | CD           | 80311/2-46                         |
| 1st                                     | 1991年3月25日  | the warm front, long sight                                                | 5位          | CD           | WPCL-243/4（ワーナー・パイオニア） |
| ワーナーミュージック・ジャパン / embark |                |                                                                           |              |              |                                    |
| 2nd                                     | 1993年10月25日 | I WANNA HOLD YOU AGAIN                                                    | 28位         | CD           | WPCL-775/6                         |
| VAP                                     |                |                                                                           |              |              |                                    |
| 3rd                                     | 2001年2月21日  | ENDLESS WAVE'00 KT SUGIYAMA LIVE TOUR 2000                                |              | CD           | VPCC-81366/7                       |
| 4th                                     | 2004年12月22日 | Hula moon sessions in Tokyo night                                         |              | CD           | VPCC-81497                         |
| キングレコード                          |                |                                                                           |              |              |                                    |
| 5th                                     | 2014年12月24日 | Live Best                                                                 | 99位         | CD           | KICS-3147/8                        |
| Island Afternoon                        |                |                                                                           |              |              |                                    |
| 6th                                     | 2019年2月13日  | 35th Anniversary 杉山清貴 Symphonic Concert 2018 live at 新宿文化センター | 166位        | CD           | YZIA-1002                          |

#### 合同ベスト・アルバム
- 杉山清貴/オメガトライブ スーパー・ベスト（2006年8月23日、ワーナーミュージック・ジャパン）
  - 杉山清貴&オメガトライブと杉山清貴のベスト・アルバム
- 杉山清貴 オメガトライブ ベスト&ベスト（2012年2月20日、ワーナーミュージックジャパン）
  - 杉山清貴、1986オメガトライブ、カルロス・トシキ&オメガトライブ、カルロス・トシキのベスト・アルバム

### 未発表曲
- WE CAN（1993年）
  - 積水化学CMソング

### タイアップ曲
| 楽曲                           | タイアップ                                                       |
| ------------------------------ | ---------------------------------------------------------------- |
| さよならのオーシャン           | ダイドードリンコ「ダイドージョニアンコーヒー」CMソング           |
| miss. dreamer                  | 映画『三国志II 天翔ける英雄たち』主題歌                          |
| 最後のHoly Night               | 日本航空CMソング                                                 |
| 最後のHoly Night               | ミノルタ「α-7000」CMソング                                       |
| realtime to paradise           | TBS系『世界めぐり愛』テーマ曲                                    |
| 水の中のAnswer                 | ダイドードリンコ「ダイドージョニアンコーヒー」CMソング           |
| SHADE〜夏の翳り〜              | 日本航空CMソング                                                 |
| 風のLONELY WAY                 | 日本テレビ系『火曜サスペンス劇場』主題歌                         |
| 僕の腕の中で                   | 日本航空CMソング                                                 |
| 渚のすべて                     | ダイドードリンコ「スポエネ」CMソング                             |
| BOYS OF ETERNITY               | OVA『湘南爆走族4 ハリケーン・ライダーズ』主題歌                  |
| ROCK ISLANDS                   | ダイドードリンコ「スポエネ」CMソング                             |
| プリズム・レインに包まれて     | 第一生命「パスポート21」CMソング                                 |
| 君がここにいてほしい           | フジテレビ系『なるほど!ザ・ワールド』エンディングテーマ          |
| INSIDE COLORS                  | JR東海 秋の京都キャンペーンイメージソング                        |
| モノローグ                     | OVA『湘南爆走族6 GT380ヒストリー』主題歌                         |
| いつも君を想ってる             | '90 SEA BREEZE イメージソング                                    |
| 青空が目にしみる               | 太陽石油 '91夏のCFイメージソング                                 |
| 潮風のFreedom                  | '91 SEA BREEZE イメージソング                                    |
| 風の一秒                       | MIZUNO SUPER STAR CMソング                                       |
| LOVE IS YOU                    | MIZUNO SUPER STAR CMソング                                       |
| 花と虹と星の街                 | 可児市市制10周年記念イメージソング                               |
| Livin' in a Paradise           | アサヒ生ビール「Z」CMソング                                      |
| 僕のシャツを着てなさい         | テレビ朝日系『邦子がタッチ!』エンディングテーマ                  |
| 永遠の夏に抱かれて             | TBS系『噂の!東京マガジン』エンディングテーマ                     |
| COMING TO OASIS                | NHK 20歳の趣味講座『ダイビングパラダイス』エンディングテーマ     |
| 太陽は知っている               | テレビ朝日系『目撃!ドキュン 今夜の決断』エンディングテーマ       |
| 太陽は知っている               | JRC日本無線TV-CM イメージソング                                  |
| 夏からの手紙                   | TBS系全国ネット『笑顔がいちばん!』オープニングテーマ             |
| 最後のHoly Night〜version'96〜 | 円谷プロダクション「'96クリスマス・キャンペーン」イメージソング  |
| September Song                 | WOWOW『いい旅発見 ホリデー』テーマ・ソング                       |
| LOVERS LUCK                    | 日本テレビ系『ザ・ワイド』エンディングテーマ                     |
| SEED OF FUTURE                 | OVA『湘南爆走族12 完結篇 桜吹雪の卒業式』主題歌                  |
| Loving                         | TBS系愛の劇場『パパ・レンタル中』主題歌                          |
| 終わらないレース               | 平塚競輪イメージソング                                           |
| 君の休日                       | 日本テレビ系『THE・サンデー』エンディングテーマ                  |
| EXiT                           | 日本テレビ系『SPORTS MAX』エンディングテーマ                     |
| ALONE AGAIN〜2001 VERSION〜    | 日本テレビ系『Oha!4 NEWS LIVE ウェザー』テーマ・ソング           |
| THANK YOU FOR CHRISTMAS        | 日本テレビ系『ザ!情報ツウ』2005年12月度エンディングテーマ        |
| THIS IS LIFE                   | 埼玉ブロンコス（B3.LEAGUE）オフィシャル・サポートソング          |
| Gift                           | 日本テレビ系『スッキリ!!』2006年6月度エンディングテーマ          |
| Gift                           | music holic2006年8月度オープニングテーマ                         |
| A HOT SUMMER DAY               | テレビ朝日系『ちい散歩』2006年7月-9月度エンディングテーマ        |
| HOME TOWN TRAIN                | 日本テレビ系『ぶらり途中下車の旅』エンディングテーマ             |
| in the ocean                   | 日本サーフィン連盟オフィシャルサポートソング                     |
| Glory Love                     | 日本テレビ系『NNN Newsリアルタイム』2009年6・7月度テーマ・ソング |
| Glory Love                     | 日本テレビ系『メレンゲの気持ち』2009年9月期エンディングテーマ    |
| Mr.Happy Walk                  | 日本テレビ系『NNNストレイトニュース』ウェザーテーマ              |
| Paradise                       | 日本テレビ系『NNNストレイトニュース』ウェザーテーマ              |
| 好きなことを!                  | あわしまマリンパークCMソング                                     |
| Other Views                    | TBS系『ひるおび!』2020年6月度エンディングテーマ                  |

### アーティストへの提供曲
| 発売日         | アーティスト                    | タイトル                     | 作詞作曲                   | 収録作品                   |
| -------------- | ------------------------------- | ---------------------------- | -------------------------- | -------------------------- |
| 1987年4月30日  | ジャッキー・リン&パラビオン     | 「ロマンスの扉」             | 作曲                       | 『Strangers Dream』        |
| 1987年10月21日 | 池田政典                        | 「All or Nothing」           | 作曲                       | 『QUARTERBACK』            |
| 1987年10月21日 | 池田政典                        | 「Room Ocean View」          | 作曲                       | 『QUARTERBACK』            |
| 1987年10月21日 | 池田政典                        | 「RIVER SIDE ジレンマ」      | 作曲                       | 『QUARTERBACK』            |
| 1988年9月7日   | 池田政典                        | 「ROCK'N ROLL BAND」         | 作曲                       | 『NATURAL 22』             |
| 1988年9月7日   | 池田政典                        | 「明日へのセンタリング」     | 作曲                       | 『NATURAL 22』             |
| 1988年9月14日  | ラ・ムー                        | 「One And Only」             | 作曲                       | 『Thanks Giving』          |
| 1989年2月8日   | カルロス・トシキ&オメガトライブ | 「Last Train」               | 作曲                       | 『be yourself』            |
| 1990年12月10日 | TWIN FIZZ                       | 「思い出と手をつながずに」   | 作曲（仁科かおりとの共作） | 『思い出と手をつながずに』 |
| 1992年6月25日  | 河内淳一                        | 「君の瞳いっぱいの夏」       | 作詞                       | 『君の瞳いっぱいの夏』     |
| 1992年7月22日  | かとうれいこ                    | 「ハーフムーンは傷ついてる」 | 作曲                       | 『Querido』                |
| 1992年7月22日  | かとうれいこ                    | 「ひき潮ホテル」             | 作曲                       | 『Querido』                |
| 1992年7月22日  | かとうれいこ                    | 「AGAIN」                    | 作曲                       | 『Querido』                |
| 1993年7月24日  | かとうれいこ                    | 「Forever」                  | 作曲                       | 『覚悟を決めた日』         |
| 1993年3月24日  | 村田和人                        | 「さよならJAMAICA」          | 作詞                       | 『HELLO AGAIN』            |
| 1994年6月1日   | 郷ひろみ                        | 「Summer Again」             | 作曲                       | 『GOrgeous』               |
| 1998年2月1日   | Jean & Gingers                  | 「家を飛び出せパパ」         | 作詞                       | 『THE GREATEST HITS』      |
| 2014年9月24日  | 太川陽介                        | 「道は続く」                 | 作詞・作曲                 | 『時の旅人』               |

## メディア出演

### ラジオ番組（レギュラー）
- 杉山清貴のマスタックス青春トライアングル（1985年4月 - 10月、TBSラジオ、土曜日22:30 - 23:00）[6]
- 杉山清貴のロッテリア・サウンドウェーブ（1986年 - 1989年4月、TBSラジオ）[6]
- 杉山清貴&松本和巳のセイ!ヤング21（2002年10月 - 2003年3月、文化放送、木曜日19:00 - 21:00）
- 杉山清貴のオールナイトニッポン（1986年4月8日 - 9月、ニッポン放送、月曜日27:00 - 29:00）[6]
- 杉山清貴 海のチャンネル（JFN系列のラジオ番組）
- 杉山清貴JP INDEX（エフエム富士のラジオ番組）
- D埠頭PM4（FMヨコハマのラジオ番組）[6]
- bay area kids（CROSS FM、月曜日15:00 - 16:00）
- α-MONTHLY COLORS（2003年6月、α-STATION、日曜日23:00 - 24:00）

### ラジオ番組（ゲスト）
- 中島みゆきのオールナイトニッポン（1986年7月14日、ニッポン放送）

### テレビ番組
- なんでもQ（2000年、NHK教育テレビ） - ザ・ビーチ・ボーイズ『サーフィン・U.S.A.』のパロディ曲『サーモンU.S.A.』を歌唱。西原俊次と共演
- THE夜もヒッパレ（日本テレビ）
  - 本物サザン突然乱入・マックス興奮&M号泣▽タンポポ&ミーシャ山崎も新曲（2000年7月15日）
  - 少年隊が今夜…新仮面舞踏会2001発表▽大物M&久しぶりSのキンキに新妻J（2001年2月17日）
  - 祝8年目突入!!初登場1位はビーズ?福山?後藤真希?▽超セクシーMにジャニーズJr.ア然（2001年4月14日）
  - トキオ全員集合 長瀬・松岡ア然…野村沙知代が深田恭子?▽超人気Kがキンキ（2001年6月23日）
  - ビーズ&トキオ&安室チャゲ&アスカも新曲ネプチューン乱入で（秘）お色気娘が（2001年8月25日）
  - 「サマーソングリクエストSPECIAL」リクエストで決定!!夏の歌ベストテン発表▽サザン夏の名曲ライブに水着美人!?▽グッチ裕三vsパパイヤ鈴木（2002年6月29日）
- 速報!歌の大辞テン!!（日本テレビ）
  - 「珍しいお宝ヒット曲のS63年」光ゲンジ・幻のアイドル3人組VS鈴木あみ・ドリカム・Jフレンズ（2000年1月12日）
  - 昭和61年1月のトップ10!〜今から18年前〜（2004年1月28日）
  - 復活!歌の大辞テン「冬のスーパーヒット曲 昭和vs平成のTOP20」（2005年12月25日）
- オススメッ!「北海道 金森ホール」『杉山清貴のオススメッ・北海道 金森ホール』（2000年7月30日）
- SMAP×SMAP（2000年11月20日、フジテレビ）
- オレ達のWell歌夢（2001年9月3日、テレビ東京）
- あしたのJ（2001年9月9日、日本テレビ）
- カヴァーしようよ!（2002年7月29日、テレビ東京） - 安全地帯の「ワインレッドの心」をカバー
- スイスペ!（2003年5月14日、テレビ朝日）
- 2003 日本海夕日コンサート（2003年9月20日、テレビ朝日） - 2003年8月10日に行われたコンサートを放送
- 決定!これが日本のベスト100（2003年12月14日、テレビ朝日）
- スタジオパークからこんにちは（2004年2月6日、NHK）
- 快適!ズバリ（2004年8月10日、2005年1月18日、テレビ朝日〈関東ローカル〉）
- ザ・ベストテン2004（2004年12月30日、TBSテレビ）
- ハート・オブ・ザ・シー with 杉山清貴 2004（2004年9月5日〈初回放送〉、チャンネルNECO） - 映画「ハート・オブ・ザ・シー」について語る[19]
- 1億3000万人が選ぶ 真夏の音楽の祭典 2005（2005年7月24日、日本テレビ）
- 笑っていいとも!（2006年8月21日、フジテレビ） - テレフォンショッキングコーナーに出演。マイク真木からの紹介
- みゅーじん〜音遊人（2006年10月1日、テレビ東京）[20]
- BLITZ INDEX（2007年10月23日、TBS）
- 世界バリバリ★バリュー（2008年1月23日、TBS）
- 朝のヒットスタジオ（2008年3月13日、フジテレビ） - 杉山清貴名義で「ふたりの夏物語-NEVER ENDING SUMMER-」を歌唱
- 小熊のベア部屋（2009年7月8日、日本テレビ）[21]
- HEY!HEY!HEY! MUSIC CHAMP（2009年7月13日、フジテレビ） - 「今聴きたい名曲HEY!HEY!HEY!」で「さよならのオーシャン」と「ふたりの夏物語 -NEVER ENDING SUMMER-」をメドレーで歌唱
- おんがく白書 #12（2011年2月16日〈初回放送〉、CS大人の音楽専門TVミュージック・エア） - 不定期再放送あり
- 究極ヒットパラダイス!〜アラフォー・エンドレス・サマー（2009年8月14日、NHK）
- にっぽんの歌（テレビ東京）
  - 第41回夏祭りにっぽんの歌（2010年7月2日）
  - 第53回年忘れにっぽんの歌（2020年12月31日）
- ミューズの晩餐 My Song, My Life #116（2010年7月10日、テレビ東京） - 千住明と共に出演[22]
- グッとくる歌謡祭（2010年10月10日、テレビ朝日） - 自身の"グッとくる曲"として荒井由実の「あの日にかえりたい」を挙げ歌唱。他に「君のハートはマリンブルー」を歌唱
- 時代が選んだNo.1 永遠の名曲歌謡祭（2011年1月5日、テレビ朝日）
- ライオンのごきげんよう（2011年4月19日・20日・21日、フジテレビ）
- ミュージックフェア（2011年9月3日・10日、2016年8月6日、フジテレビ）
- ガールズ・トラベラー〜女旅「自転車で巡るハワイ・オアフ島の旅」（2011年12月30日、テレビ東京）
- FNSうたの夏まつり（フジテレビ）
  - 2012 FNSうたの夏まつり（2012年8月8日）
  - 2013 FNSうたの夏まつり（2013年7月31日）
  - 2015 FNSうたの夏まつり（2015年7月29日）
  - 2016 FNSうたの夏まつり（2016年7月18日）
- プレミア音楽祭2012（2012年9月9日、テレビ東京）[23]
- ハモネプリーグ（フジテレビ）
  - 芸能人アカペラ王決定戦ハモネプ☆スターリーグ〜名場面全て見せますSP〜（2013年3月31日）
  - 芸能人アカペラ選手権 ハモネプ★スターリーグ3（2013年4月2日、フジテレビ）
  - チャンネルΣ・芸能人最強アカペラ王者決定戦ハモネプ☆スターリーグ（2013年10月5日）
- 芸能人今でもスゴい！懐かしの100人すべて見せます生放送スペシャル！（2014年1月4日、フジテレビ）
- 水曜歌謡祭（2015年7月8日、フジテレビ）
- 北原輝久×テミヤン 湘風音楽堂Part1、Part2（2015年7月16日他、J:COMチャンネル）
- クロスカヴァー・ソングショー#13 杉山清貴×辛島美登里〈前編〉・#14 杉山清貴×辛島美登里〈後編〉（2015年8月5日・12日〈初回放送〉、歌謡ポップスチャンネル）[24]
- 金曜7時のコンサート〜名曲!にっぽんの歌〜（2016年8月5日、テレビ東京）
- ゴゴスマ -GO GO!Smile!-（2017年8月8日、CBCテレビ） - 「J-POPの王道」として紹介される。アルバム「Driving Music」の告知
- 徹子の部屋（2018年6月5日、テレビ朝日） - 「南佳孝＆杉山清貴」として出演[25]
  - 第14回「徹子の部屋」コンサート『名曲満載！爆笑と感動の『徹子の部屋』コンサート』（2020年1月21日） - 2019年11月27日に東京国際フォーラム ホールAで行われたコンサートの模様を放送。「南佳孝＆杉山清貴」として出演している。
- ノンストップ!（2018年9月11日、フジテレビ） - 「行きつけ教えます」コーナーに出演。
- ももいろ歌合戦（2019年12月31日、BS日テレ・ニッポン放送・AbemaTVなど）
- MA HEADLINES（ミュージック・エア） - 不定期再放送あり
  - ＃452（2020年5月9日〈初回放送〉）
  - ＃504（2023年6月3日〈初回放送〉）
- ザ・カセットテープ・ミュージック（2021年1月3日、BS12 トゥエルビ）[26]
- 新・乃木坂スター誕生! #21（2022年9月12日、日本テレビ）
- 飯尾和樹とコムアイの音楽クエスト #13（2024年2月25日〈初回放送〉、歌謡ポップスチャンネル）[27][28]

ほか

### 映画
- アイドルを探せ（1987年、松竹） - 藤谷靖夫 役
- ハート・オブ・ザ・シー（2003年、第一通信社） - 本人 役　※音楽提供
  - 『日本サーフィン連盟』のオフィシャル・ムービー、杉山自身も同連盟からオフィシャルミュージシャンになっている。

### 学園祭
- 宇部フロンティア大学短期大学部（1986年 第27回）
- 慶應義塾大学（1987年）
- 明治学院大学（1994年）

### その他
- 24時間テレビ 「愛は地球を救う」10（1987年8月22日）SAVE THE CHILDRENコンサート

※1週間前に放送された事前特番では、スタジオライブを行っている。
- ラオスフェスティバル2015（日本ラオス国交60周年イベント）ライブ（2015年5月24日）

※前日5月23日には楽曲提供した村田和人も同イベントに出演している。